# The Morning Show
The Morning Show är en amerikansk dramaserie som hade premiär på Apple TV+ den 1 november 2019. Serien är skapad av Jay Carson och har  Jennifer Aniston, Reese Witherspoon och Steve Carell i huvudrollerna. The Morning Show bygger på journalisten Brian Stelters bok Top of the Morning: Inside the Cutthroat World of Morning TV och handlar om medievärlden i USA.
The Morning Show nominerades i tre kategorier vid Golden Globe-galan 2020: Bästa dramaserie, samt Bästa kvinnliga huvudroll i en dramaserie för både Aniston och Witherspoon.
Serien har kontrakt på ytterligare en säsong.

## Handling
Alex Levy (Jennifer Aniston) och Mitch Kessler (Steve Carell) har i 15 år varit programledare för ett populärt morgonprogram på TV tills Mitch anklagas för sexuella trakasserier och får sparken. Den impulsiva och hetlevrade journalisten Bradley Jackson (Reese Witherspoon) tar hans plats och anses av cheferna på kanalen vara framtiden för morgonshowen. Alex Levy tänker dock inte acceptera att bli petad som programledare utan motstånd.

## Rollista (i urval)
- Jennifer Aniston – Alex Levy
- Reese Witherspoon – Bradley Jackson
- Billy Crudup – Cory Ellison
- Mark Duplass – Charlie "Chip" Black
- Gugu Mbatha-Raw – Hannah Shoenfeld
- Néstor Carbonell – Yanko Flores
- Karen Pittman – Mia Jordan
- Bel Powley – Claire Canway
- Desean Terry – Daniel Henderson
- Jack Davenport – Jason Craig
- Steve Carell – Mitch Kessler

### Återkommande roller
- Tom Irwin – Fred Micklen
- Victoria Tate – Rena Robinson
- Janina Gavankar – Alison Namazi
- Shari Belafonte – Julia
- Joe Marinelli – Donny Spagnoli
- Katherine Ko – Dhillon Reece-Smith
- Ian Gomez – Greg
- Augustus Prew – Sean
- Amber Friendly – Layla Bell
- Eli Bildner – Joel Rapkin
- Hannah Leder – Isabella
- Marcia Gay Harden – Maggie Brener
- Andrea Bendewald – Valérie
- Michelle Meredith – Lindsey Sherman
- David Magidoff – Nicky Brooks
- Joe Pacheco – Bart Daley
- Kate Vernon – Geneva Micklen
- Oona Roche – Lizzy Craig
- Joe Tippett – Hal Jackson
- Roman Mitichyan – Sam Rudo
- Mindy Kaling – Audra
- Adina Porter – Sarah Graveler
- Brett Butler – Sandy Jackson
- Philip Anthony-Rodriguez – Gabriel